# Calyptrochaeta albescens
Calyptrochaeta albescens là một loài rêu trong họ Daltoniaceae. Loài này được Hampe W.R. Buck mô tả khoa học đầu tiên năm 1987.